# Walthamstow Central (Metropolitano de Londres)
Walthamstow Central é uma estação de intercâmbio do Metropolitano de Londres e do London Overground na vila de Walthamstow, no borough londrino de Waltham Forest, nordeste de Londres. É o terminal norte da Victoria line seguindo a Blackhorse Road e é a segunda das cinco estações no ramal de Chingford das Lea Valley lines operadas pela London Overground desde 2015, 6 mi 16 chains (10.0 km) da London Liverpool Street entre St. James Street e a Wood Street. As duas linhas têm plataformas separadas em diferentes níveis.
A estação fica na Zona 3 do Travelcard. Ligava-se à estação Walthamstow Queen's Road na Gospel Oak to Barking line por uma trilha larga, Ray Dudley Way. Walthamstow Central é a estação de metrô mais próxima do Mercado de Walthamstow, o maior mercado ao ar livre da Europa.

## História
A estação foi inaugurada pela Great Eastern Railway (GER) como Hoe Street em 1870, quando uma linha foi aberta de Lea Bridge para uma estação temporária chamada Shern Hall Street que ficava a leste da estação Hoe Street. A linha para Londres, que a filial de Chingford usa hoje, foi aberta dois anos depois, em 1872, de Hall Farm Junction a Bethnal Green, com a ramificação também sendo estendida para o norte até Chingford em 1873.
A GER fundiu-se com várias outras ferrovias para criar a London and North Eastern Railway no início de 1923
Em 1948, as ferrovias foram nacionalizadas e a responsabilidade pela operação da estação recaiu sobre a British Railways (Região Leste).
A linha foi eletrificada no final da década de 1950, com serviços elétricos iniciados em 12 de novembro de 1960. Os primeiros serviços foram formados por EMUs Class 305 mas os problemas técnicos iniciais com estes foram substituídos por EMUs Class 302 e Class 304.
A estação tornou-se uma estação de intercâmbio e o terminal leste da linha Victoria com os serviços do Metrô de Londres a partir de 1 de setembro de 1968; quando o nome atual da estação foi adotado. Quando originalmente aprovado em 1955, o terminal da linha seria em Wood Street, um plano abandonado em 1961 antes da construção da linha. As plataformas da linha Victoria (como todas as estações da linha Victoria) são subterrâneas.
Em 31 de maio de 2015, os serviços Abellio Greater Anglia da estação foram transferidos para London Overground Rail Operations.

## Descrição

### Descrição geral
A estação de metrô, como muitas estações da linha Victoria, foi construída com um orçamento baixo. Painéis de teto brancos nunca foram fixados nos tetos acima das plataformas; em vez disso, os segmentos de aço do túnel foram pintados de preto e usados para suportar as luminárias e acessórios, reduzindo os níveis de iluminação. Uma escada de concreto fica entre duas escadas rolantes em vez de uma terceira; esta economia causou um fechamento perturbador da estação por várias semanas em 2004, quando ambas as escadas rolantes ficaram fora de serviço.
A entrada principal da estação aérea fica na parte inferior, em frente ao terminal de ônibus, que foi reformada no verão de 2004. Até agosto de 2015, três guichês com funcionários foram abertos, substituídos por máquinas de venda de ingressos aprimoradas. A entrada do tubo foi reformada no início de 2006. Uma entrada menor fica na linha ascendente, de frente para um estacionamento. Sua bilheteria funciona principalmente nos horários de pico.

### Principais melhorias
Um metrô foi construído em 2005 sob a Selborne Road, ligando uma nova estação de ônibus a uma nova bilheteria da linha Victoria. A nova passagem subterrânea e bilheteria estava previsto para a primavera de 2005, mas problemas com capacidade de energia insuficiente para fornecer dois novos elevadores, planejamento e erros contratuais, atrasaram a abertura até 19 de novembro de 2007. Os elevadores começaram a operar no final de 2008 e algumas obras demoraram mais para terminar.
Catracas controlam o acesso a todas as plataformas.
Uma ligação de trilha, chamada Ray Dudley Way, fornecendo um atalho para a vizinha Walthamstow Queen's Road, foi inaugurado em agosto de 2014.
Os planos para uma nova entrada com acesso sem degraus às plataformas da linha Victoria foram aprovados pelo conselho de Waltham Forest em janeiro de 2021 para serem parcialmente financiados por uma reforma do shopping.

## Serviços
Os trens são operados pela London Overground.
O padrão de serviço típico fora do horário de pico é:
- 4 trens por hora (tph) para London Liverpool Street;
- 4 tph para Chingford.

## Conexões
As linhas de ônibus de Londres 20, 34, 55, 58, 69, 97, 212, 215, 230, 257, 275, 357, W11, W12, W15, W19, a linha escolar 675 e as linhas noturnas N26, N38 e N73 servem a estação e o terminal de ônibus.

## Galeria

### Victoria line (Metrô de Londres)

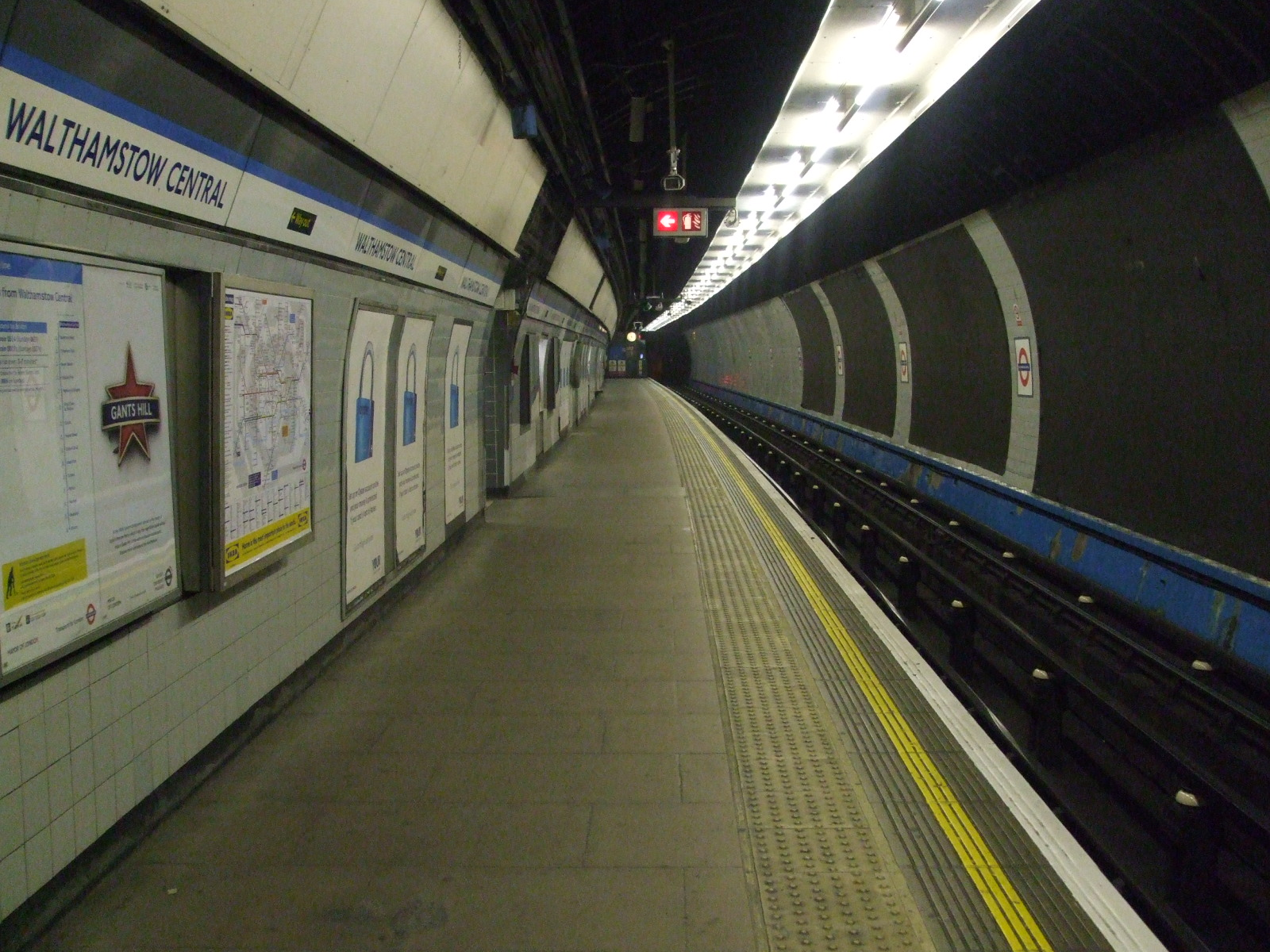
Plataforma da linha North Victoria olhando para o oeste em direção ao centro de Londres
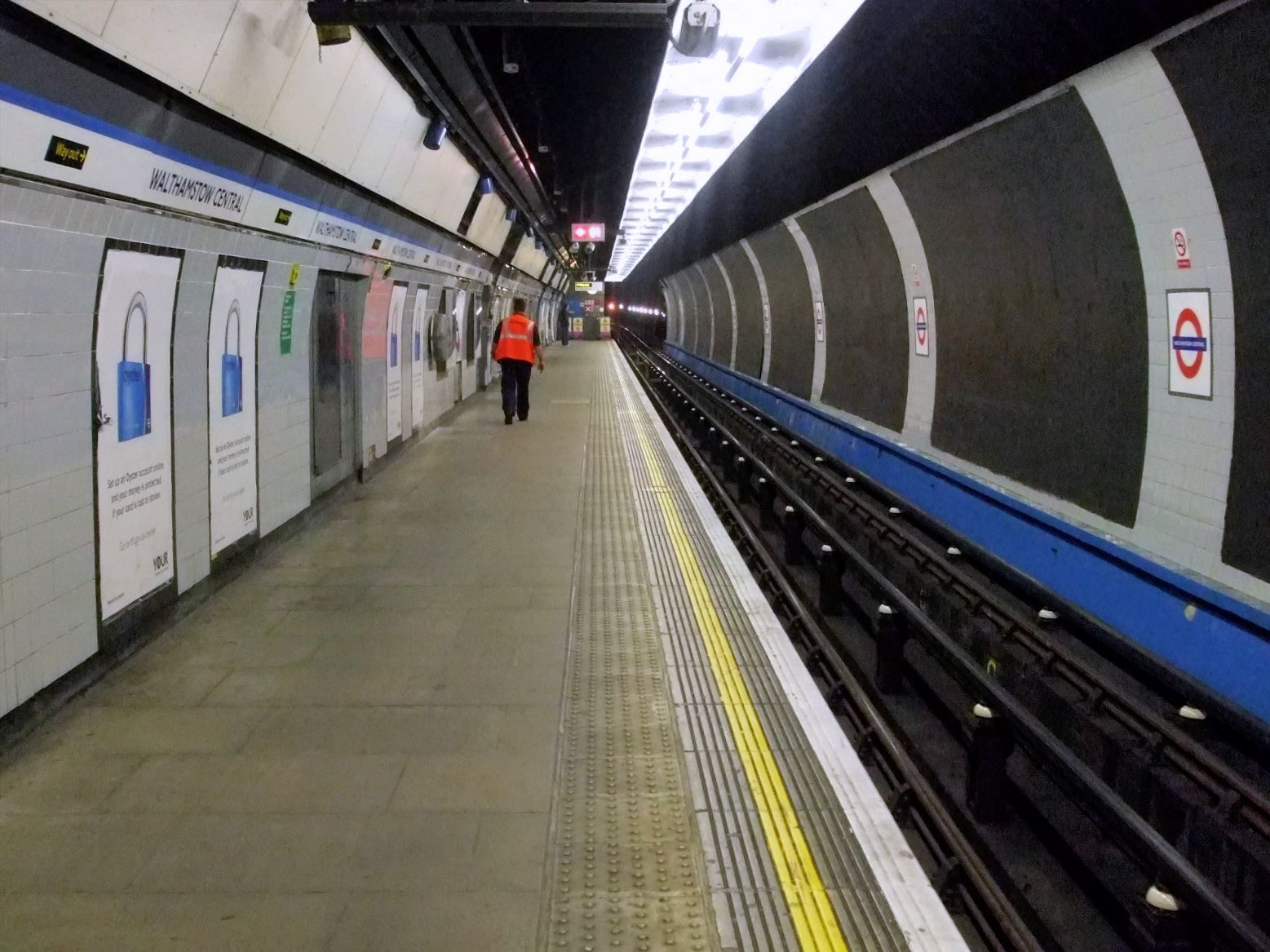
Plataforma da linha South Victoria olhando para o leste em direção ao fim da linha
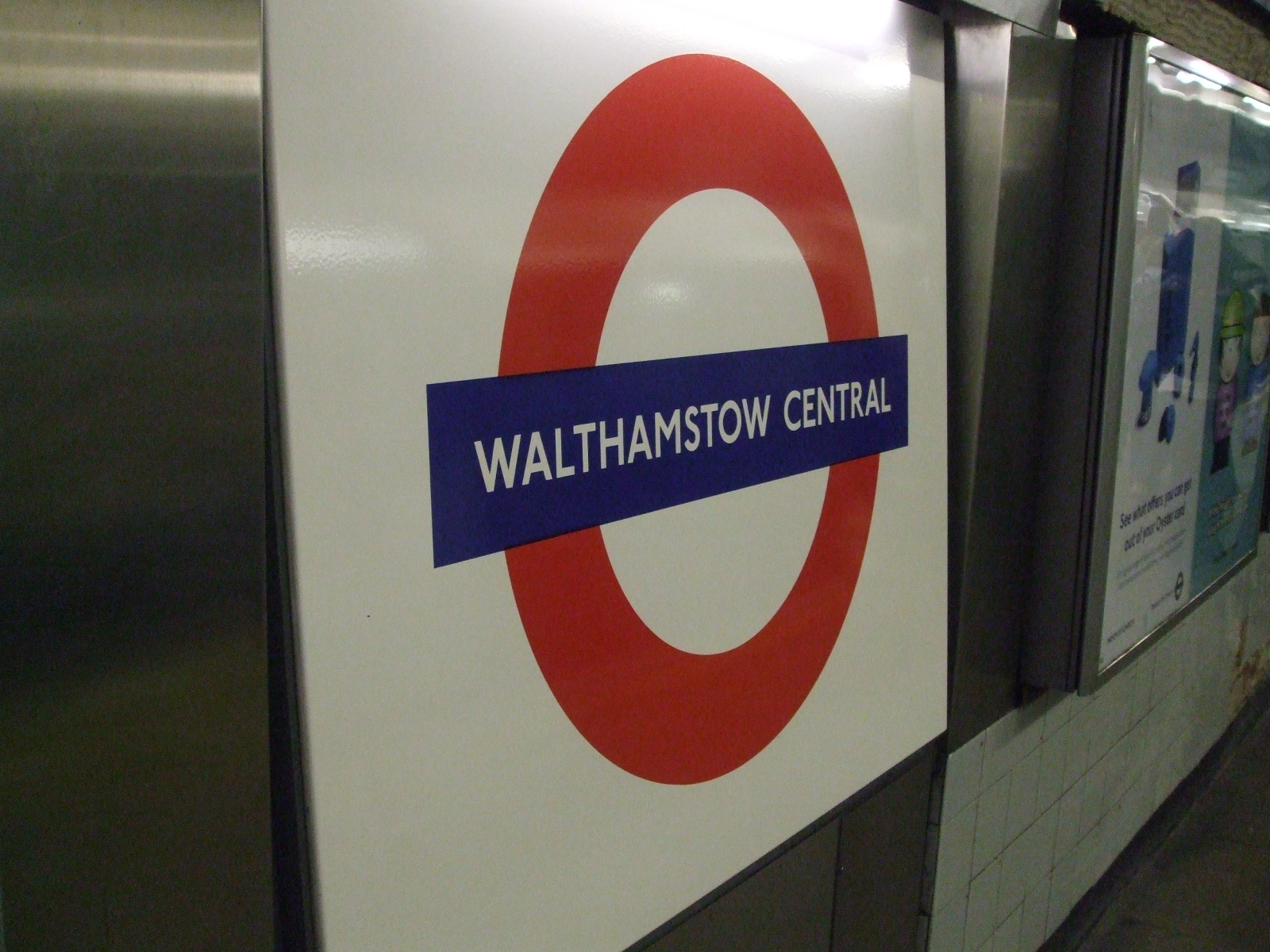
Roundel de plataforma da linha Victoria

### Lea Valley lines (London Overground)

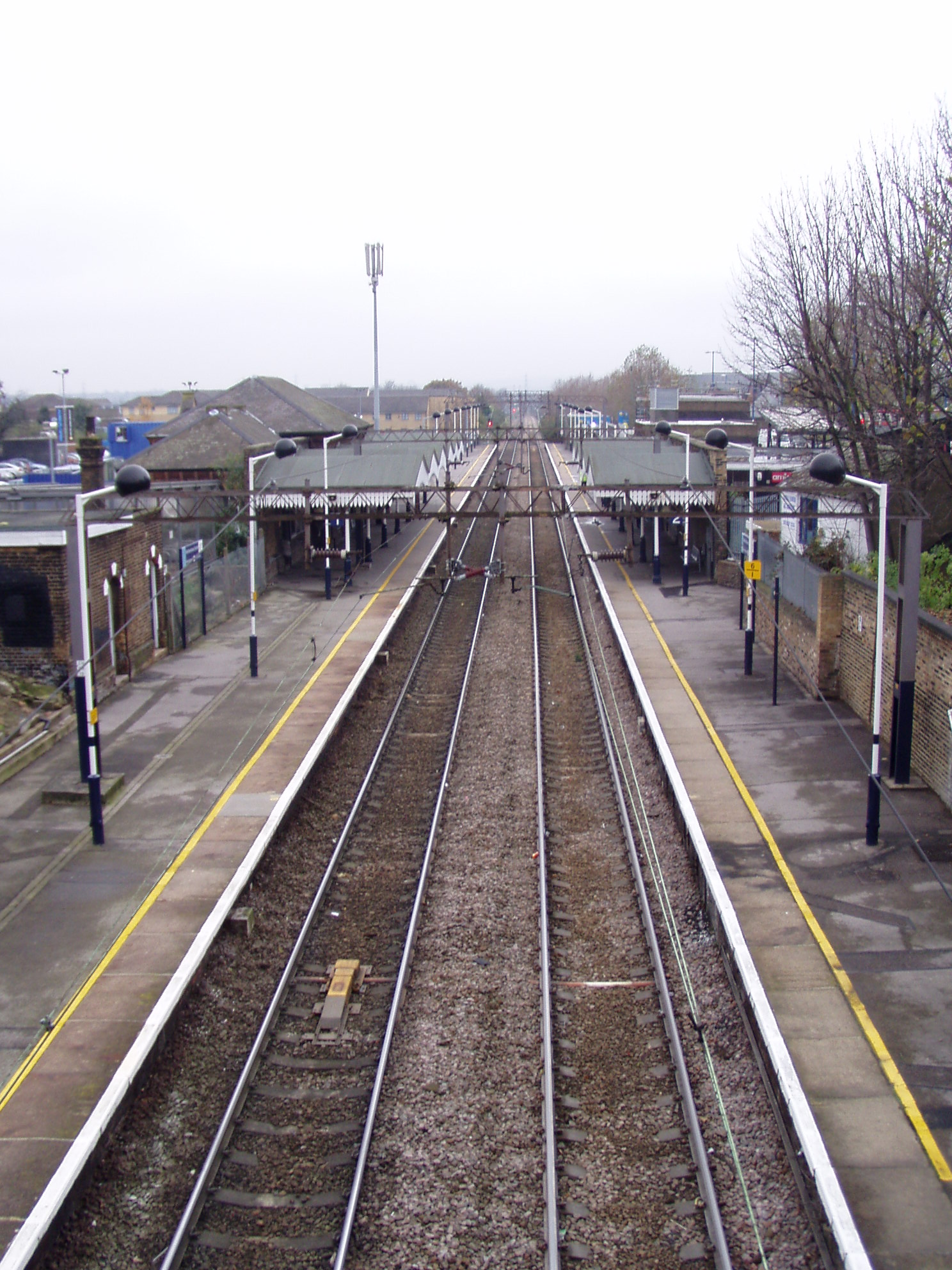
Estação ferroviária de Walthamstow Central vista a oeste da ponte A112
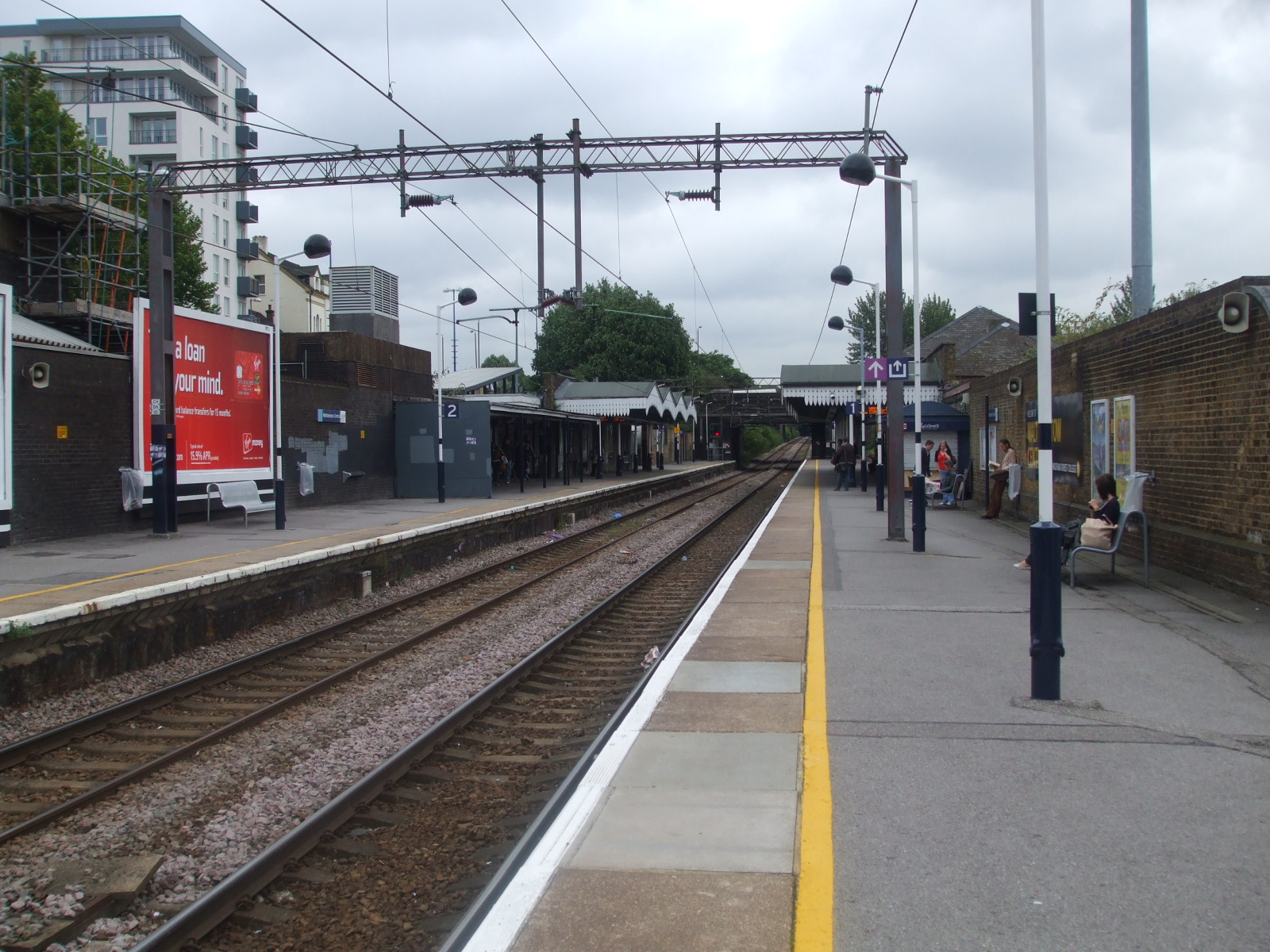
Plataformas olhando para o leste
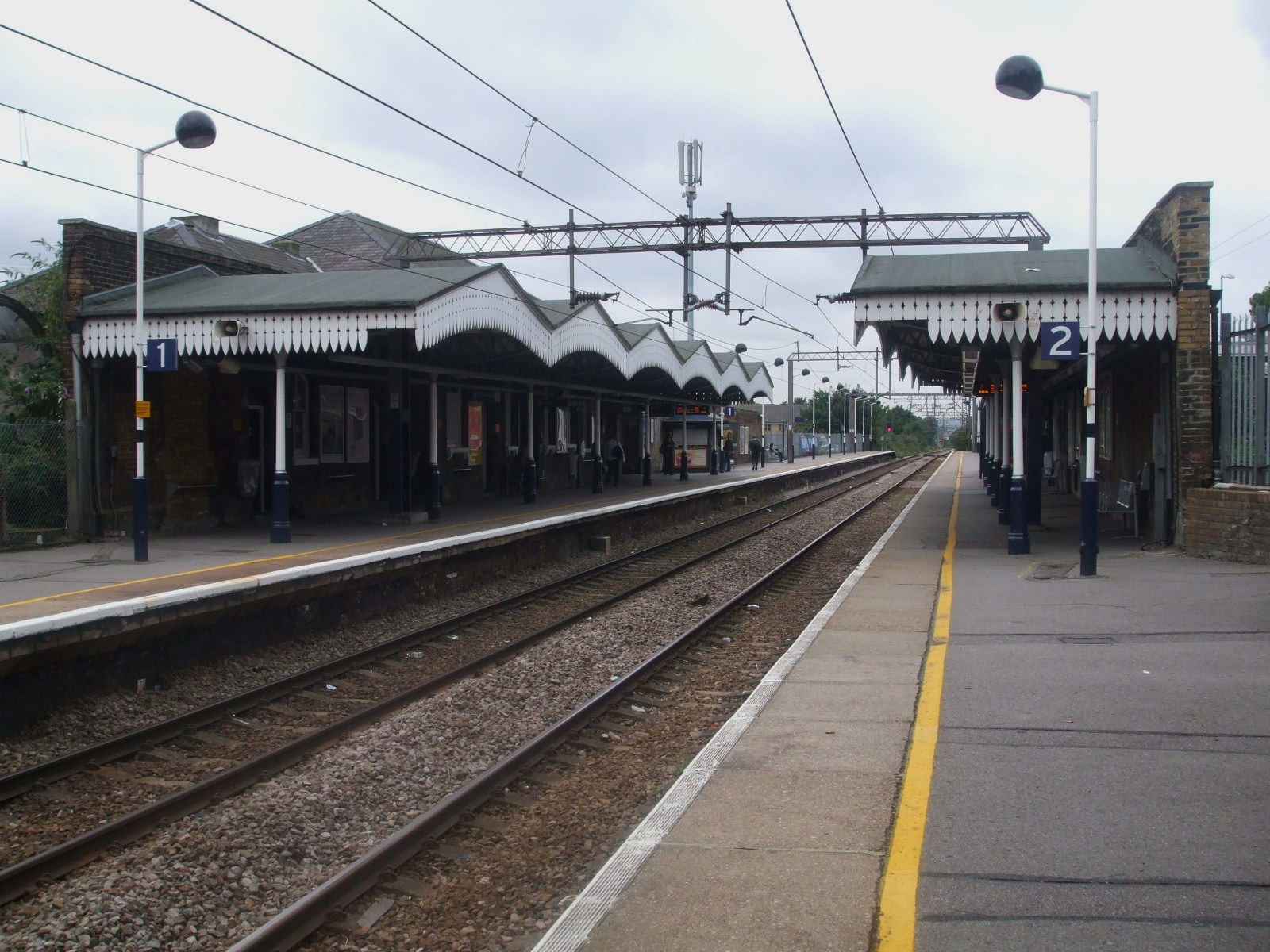
Plataformas olhando para o oeste
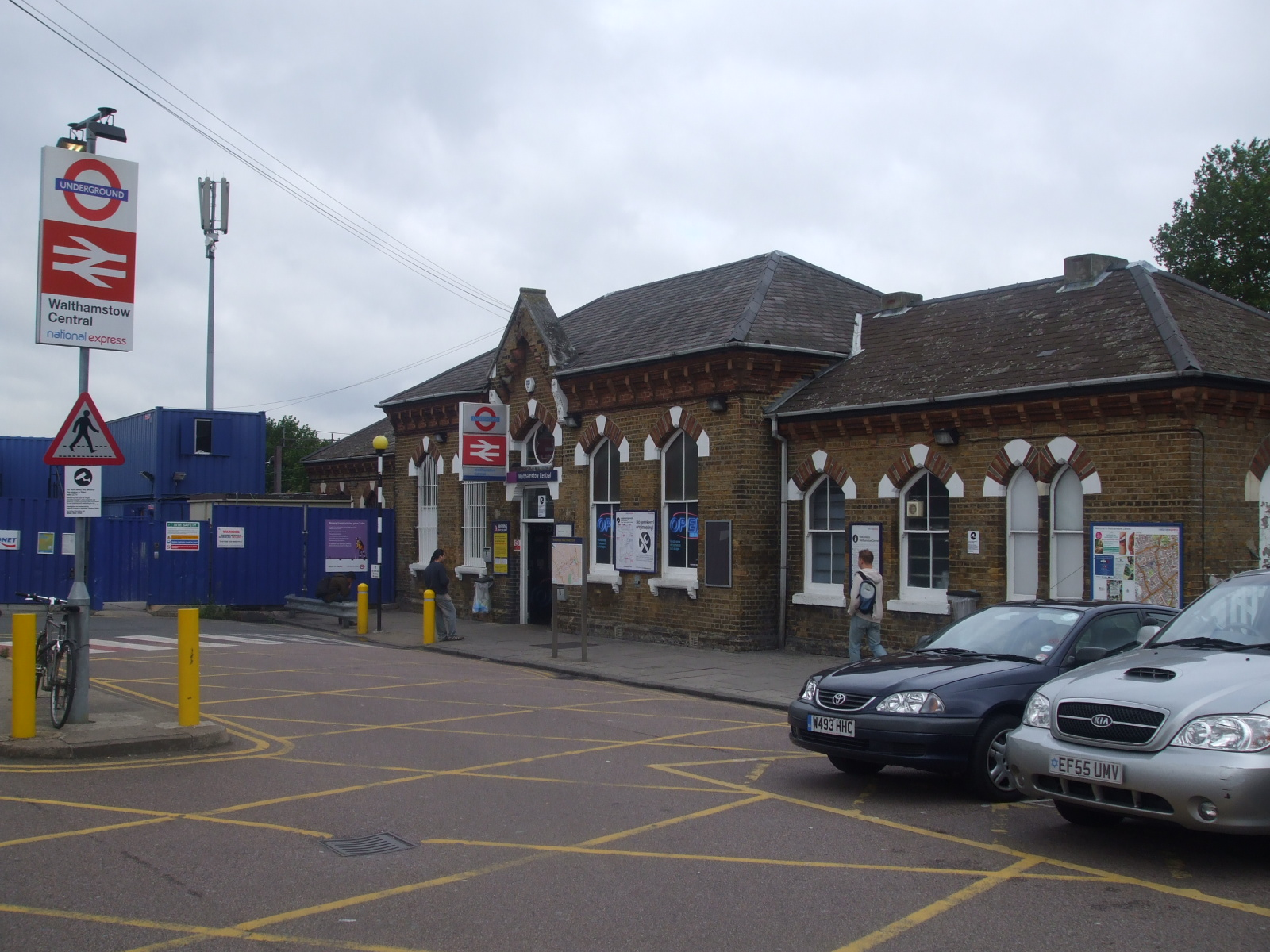
Edifício da estação original no lado com destino a Londres